# Asteroscopus cassinia
Asteroscopus cassinia là một loài bướm đêm trong họ Noctuidae.